# 13084 Вірхов
13084 Вірхов (13084 Virchow) — астероїд головного поясу, відкритий 2 квітня 1992 року.
Тіссеранів параметр щодо Юпітера — 3,395.
Названо на честь Рудольфа Вірхова (нім. Rudolf Ludwig Karl Virchow, 1821 — 1902) — німецького вченого-патологанатома, громадського і політичного діяча другої половини XIX століття.